# Heinz Schulz (Musiker)
Heinz Schulz (* 30. Januar 1920 in Frankfurt (Oder); † 25. Juli 1998) war ein deutscher Komponist und Militärmusiker.

## Leben
Schulz wurde als Sohn eines Holzblasinstrumentenbauers in Frankfurt (Oder) geboren, wo er auch seine Kindheit verbrachte und von 1926 bis 1934 die Luther-Volksschule besuchte.
1934 bis 1938 erhielt er in der Stadtmusikschule Guben eine musikalische Ausbildung auf den Instrumenten Waldhorn, Violine und Trompete, ehe er im Alter von 18 Jahren zur Wehrmacht einberufen wurde und von 1938 bis 1943 als Militärmusiker dem berittenen Trompeterkorps des in Frankfurt (Oder) stationierten Artillerie-Regiments 3 angehörte. Während des Russlandfeldzugs geriet er 1943 in sowjetische Kriegsgefangenschaft und war bis 1948 in Taschkent interniert.
Nach seiner Rückkehr nach Deutschland 1948 arbeitete Schulz bis 1951 beim Rat der Stadt Frankfurt (Oder), wo er als Schulungsreferent und Verantwortlicher der Lichtspieltheater eingesetzt war. 1949 wurde in der sowjetischen Besatzungszone  Deutschlands die DDR gegründet, und Schulz wechselte 1951 zur Volkspolizei, wo er der zentralen Ausbildungsabteilung angehörte und als Musikinspizient für die Orchester der Volkspolizei verantwortlich war.
Mit Gründung der Nationalen Volksarmee (NVA) im Jahre 1956 trat  Schulz in diese über und blieb bis 1972 als Musikinspizient für die Orchester der NVA verantwortlich. Während seiner Zeit als Musikinspizient absolvierte er an der Musikhochschule Leipzig ein Fernstudium für Kapellmeister.
1972 erhielt Schulz den Auftrag, am NVA-Standort Prora auf Rügen eine eigene Ausbildungsstätte für Militärmusiker aufzubauen. Diese Institution wurde am 1. September 1975 als Fachrichtung Militärmusik der Militärtechnischen Schule der Landstreitkräfte „Erich Habersaath“ offiziell eröffnet, bereits seit 1974 und noch bis 1978 war Schulz auch formell Kommandeur dieser Militärmusikschule. Unter seiner Leitung wurden in Prora Musiker für die Teilstreitkräfte der NVA sowie für die Grenztruppen der DDR ausgebildet. Die Studiendauer betrug zunächst drei, später vier Jahre, und pro Studienjahr wurden 30 angehende Militärmusiker ausgebildet. 1978 wurde Schulz pensioniert, er hatte zuletzt den Dienstgrad Oberst und den Titel eines Musikdirektors inne. Schulz’ Nachfolger in Prora wurde Oberstleutnant Hans Kochanowski.

## Kompositionen
Schulz komponierte zahlreiche Werke, von denen besonders der Parademarsch der NVA Nr. 1 (1963) sowie der Sylvianer Marsch (nach seiner Tochter benannt) große Bekanntheit erlangten und als Standardstücke der DDR-Militärmusik, z. B. auch 1989 bei der Ehrenparade der Nationalen Volksarmee zum 40. Jahrestag der DDR, zu hören waren. Der Parademarsch der NVA Nr. 1 fand zudem Eingang in den Großen Zapfenstreich der Nationalen Volksarmee. Auch der Marsch der I. Grenzbrigade stammt von Schulz.
weitere Kompositionen
- An der Mole  Soldatenlied
- Marsch der Grenztruppen
- Oktobergruß – Marsch
- Rosmarie – Soldatenlied
- Ursus-Marsch (Parademarsch der Stadtkommandantur Berlin)
- Vorwärts immer, rückwärts nimmer – Marsch

## Auszeichnungen
- 1970: Kunstpreis der DDR[5]
- 1978: Theodor-Körner-Preis[6]